# Victim
Victim è un film del 1961 diretto da Basil Dearden.
Il film vede come protagonista Dirk Bogarde che interpreta il ruolo di un affermato avvocato della City accusato d'esser omosessuale. Si tratta della prima pellicola cinematografica inglese a chiara tematica gay, quando ancora in Inghilterra intrattenere rapporti omosessuali era considerato un reato punibile con la carcerazione.

## Trama
Londra, anni Sessanta. L'avvocato Melville Farr cerca di porre fine a una catena di ricatti perpetrati contro cittadini omosessuali, per divenire esso stesso vittima dell'ignobile meccanismo.
La polizia ricerca Jack Barrett, un giovane che ha sottratto dalla ditta in cui lavora una grossa somma di denaro. Tuttavia Jack è senza un soldo a dispetto di quel denaro. Egli non lo ha speso né con donne, né per condurre vita mondana. L'ispettore Harris si chiede logicamente che fine abbia fatto. L'inevitabile risposta è che Barrett è vittima di un ricatto. Mentre tenta di sottrarsi all'inseguimento della polizia, Barrett tenta disperatamente di mettersi in contatto con Melville Far, un giovane avvocato con una bellissima moglie e una brillante carriera davanti a sé. Mel rifiuta di incontrarlo e di parlargli al telefono. Una volta però sua moglie risponde ad una telefonata. La verità è che Mel teme un ricatto da parte di Barrett. Il cerchio si restringe attorno a Barrett, che prima di essere arrestato dalla polizia tenta di distruggere tutte le fotografie che potrebbero compromettere Mel, e una volta in carcere, piuttosto che rispondere alle domande dell'ispettore Harris, si suicida. Mel comprende, troppo tardi, che lo stesso Barrett era ricattato e che voleva incontrarlo per metterlo in guardia dai ricattatori e per salvare dallo scandalo la sua vita privata, il suo matrimonio. Nonostante gli sforzi di Barrett, Mel si trova implicato nell'affare perché la polizia è riuscita a sequestrare le foto che Barrett tentava di distruggere. Mel si considera responsabile della morte di Barrett. La situazione è precipitata e Mel, pur sapendo a che cosa va incontro, decide di smascherare ricattatori. La caccia inizia spietata in strade ambienti nei quali Mel incontra alcuni individui dalla vita apparentemente rispettabile. Mel conosce altre vittime dei ricattatori, tra queste Phip, un figlio degenerato di una ricca famiglia. L'affare Barrett ormai è di dominio pubblico, la moglie di Mel, chiede spiegazione a suo marito e lui con tutta sincerità, le racconta il suo primo incontro con Barrett. Laura se ne va perché non vuol continuare a vivere con un uomo che lei crede non l'ami sinceramente. Con l'aiuto di Phip, ben riesce a entrare in contatto con l'organizzazione del ricatto che è smascherata dalla polizia.